# Zune HD
Zune HD é um dispositivo eletrónico do tipo player de mídia portátil da família de produtos Zune criada pela Microsoft. O Zune HD foi lançado em 15 de setembro de 2009 em exclusivo para os Estados Unidos. Utiliza um ecrã touchscreen e tem Wi-Fi para sincronizar, accessar ao Zune Marketplace e navegar pela Internet.
O Zune HD utiliza o chip Nvidia Tegra APX 2600, permitindo a visualização de vídeos 720p com um utilitário ligado a uma televisão com suporte a HD. Se o vídeo for visto no player, sua resolução será de 480 x 272 pixels.

## Confirmação
O Zune HD foi confirmado pela Microsoft em 2009. Um vídeo promocional foi disponibilizado no Xbox Live Video Service, em 1 de junho de 2009, durante a coletiva de imprensa da Microsoft no E3 2009. Também foi anunciado que o Zune Marketplace e a Xbox Live Video Service serão unidas para a criação do Zune Video. É o primeiro tocador de mídia portátil com suporte a tecnologia HD Radio.